# Molnár Dávid
Molnár Dávid (Celldömölk, 1990. január 8. –) világbajnok lovasíjász, és nemzetközi instruktor.

## Pályafutása
2014-ben felvételizett a Kassai Lovasíjász Iskolába.
2015-ben a kezdő- és a rajtengedélyvizsga letétele után megkezdhette a versenyzést lovasíjászként.
2018-ban megszerezte a mester I. fokozatot.
2019-ben részt vett a világbajnokságon, ahol 1. helyezést ért el.
2020-ban megtartotta első edzőtáborát Romániában, Csíkszeredán. Tavasszal „Vas Megye Szolgálatáért Sport Tagozata” elismerésben részesült.
2021-ben első helyezés férfi kategóriában a Lovasíjász Világbajnokságon.
2022-ben első helyezés a 90. Original Kassai System Lovasíjász Világkupán, első helyezés a Turán Lovasíjász Világkupán, első helyezés a WFEA Világkupán
2023-ban első helyezés férfi kategóriában a Lovasíjász Világbajnokságon, valamint Példamutató lovasíjász kitüntetésben részesült A ,,Vas Vármegye sport teljesítményeinek gazdagítását szolgáló, a versenysport területén nyújtott munkásságáért" Lóránt Gyula-díjban részesült.